# Rochefort-en-Terre
Rochefort-en-Terre (bret. Roc'h-an-Argoed) – miejscowość i gmina we Francji, w regionie Bretania, w departamencie Morbihan.
Według danych na rok 1990 gminę zamieszkiwało 645 osób, a gęstość zaludnienia wynosiła 529 osób/km² (wśród 1269 gmin Bretanii Rochefort-en-Terre plasuje się na 751. miejscu pod względem liczby ludności, natomiast pod względem powierzchni na miejscu 1102.).